# EC 1.12.7
La EC 1.12.7 è una sotto-sottoclasse della classificazione EC relativa agli enzimi. Si tratta di una sottoclasse delle ossidoreduttasi che include enzimi che utilizzano idrogeno come donatore di elettroni e proteine contenenti centri ferro-zolfo come accettore.

## Enzimi appartenenti alla sotto-sottoclasse
| numero EC   | nome accettato          |
| ----------- | ----------------------- |
| EC 1.12.7.2 | ferredossina idrogenasi |